# 京都広河原スキー場
京都広河原スキー場（きょうとひろがわらスキーじょう）は、京都市左京区広河原尾花町に位置する京都市内の唯一のスキー場である。広河原は、京都市街地から車で約90分ほどのところに位置し、京都市内ではあるが、豪雪地帯の丹波高地にある。
2000年シーズンから2002年シーズンは経営難のために閉場していたが、出資者を募って2003年シーズン（2002年12月）から営業を再開した。手軽に滑れる足慣らし的なスキー場であり、知名度が低く、穴場であることから、休日であってもゲレンデは空いている。また、平日（及び土曜）のナイター営業時間が22時45分までであることから、平日は仕事帰りの利用者が多い。2009年-2010年シーズンは2009年12月20日以降滑走可能になった時点で営業を開始した。なお、1月1日および気温上昇で一時的に雪が解け全面滑走不可になった場合は休業した。2009年-2010年シーズンの営業は積雪がなくなった為、2010年3月14日で終了した。

## ゲレンデ構成
広河原スキー場は、ペアリフト一基とコース二本で構成された小規模なスキー場である。スキーコースは、山頂コース（平均斜度15°全長450m）と中間コース（13°全長250m）で構成されており、山頂コースと中間コースは、連続して滑走することが可能である。山頂コースは林間コースとなっており、山の斜面を蛇行するようにコースが造られている。このため、コース幅が狭く、すり鉢状になっている場所も存在する。一方、中間コースは山頂コースに比べて直線的で幅が広く、斜度もないことから、滑りやすい構成となっている。また、全面スノーボードの滑走が可能で、スケートやキッカーなどが設置されている。

## 営業時間（2009年-2010年シーズン）
- 平日 : 11時-16時30分、18時-22時45分（ナイター営業）
- 土曜 : 9時-22時45分（17時以降ナイター営業）
- 日曜祝日 : 9時-16時30分

※毎年1月1日は休業、12月31日は平日のナイター営業なし、成人の日の前日の日曜日は土曜の営業時間となる。

## 施設
- ペアリフト 一基
- レストハウス（食堂）
京都市内にある名店のシュウマイと水餃子が提供されている。
- レンタルハウス
- 更衣室
- 駐車場

## 料金
- 入場料（大人1,000円、小人500円）が必要である（2009年-2010年シーズン）。
- リフト券　一日券(午後5時まで、午後5時以降はナイター券を別途購入のこと)が2,500円、小人同額（土日祝は、大人3,000円、小人2,000円）ナイター券(午後5時以降終了まで) 2,500円

終日利用可能な回数券も発売。小人料金は12歳以下に適応。時期や曜日によりリフト券及び入場券の割引（ただし「女性限定」など制限がある）もある。

## 交通
公共交通機関
京阪電鉄鴨東線・叡山電鉄叡山本線出町柳駅より、京都バス 花脊線（32系統）にて約110分（片道運賃1250円）。終点の広河原下車、徒歩5分（無雪時）。
上記のバスは京都市営地下鉄烏丸線北大路駅、叡山電鉄鞍馬駅からも乗車可能
一日2往復のみ運行(2024年3月現在)
なお、広河原から出町柳駅前行きのバス最終発車時刻は17:35。
自動車
京都府道38号京都広河原美山線の佐々里峠前にあり、そのアプローチは、高雄から国道162号・国道477号を経由して、府道38号に入るルートと、鞍馬から府道38号（途中国道477号と共用）に入るルートがある。どちらのルートであっても、スタッドレスタイヤ、タイヤチェーンは必須である。